# Anse Ferry
Anse Ferry est une baie de la Guadeloupe située sur le lieu-dit Ferry appartenant à la commune de Deshaies.

## Description
Anse Ferry s'étend de la pointe Paul Thomas au nord jusqu'à la pointe Ferry au sud sur environ 1 km. L'anse borde le hameau de Ferry et contient la plage de Leroux ainsi que la petite plage de Ferry. Plusieurs rivières et ravines s'y jettent telles la rivière Ferry, la rivière Maleville et la Petite Rivière.

## Histoire
Des petits bâtiments y mouillaient au XVIIIe – XIXe siècle.

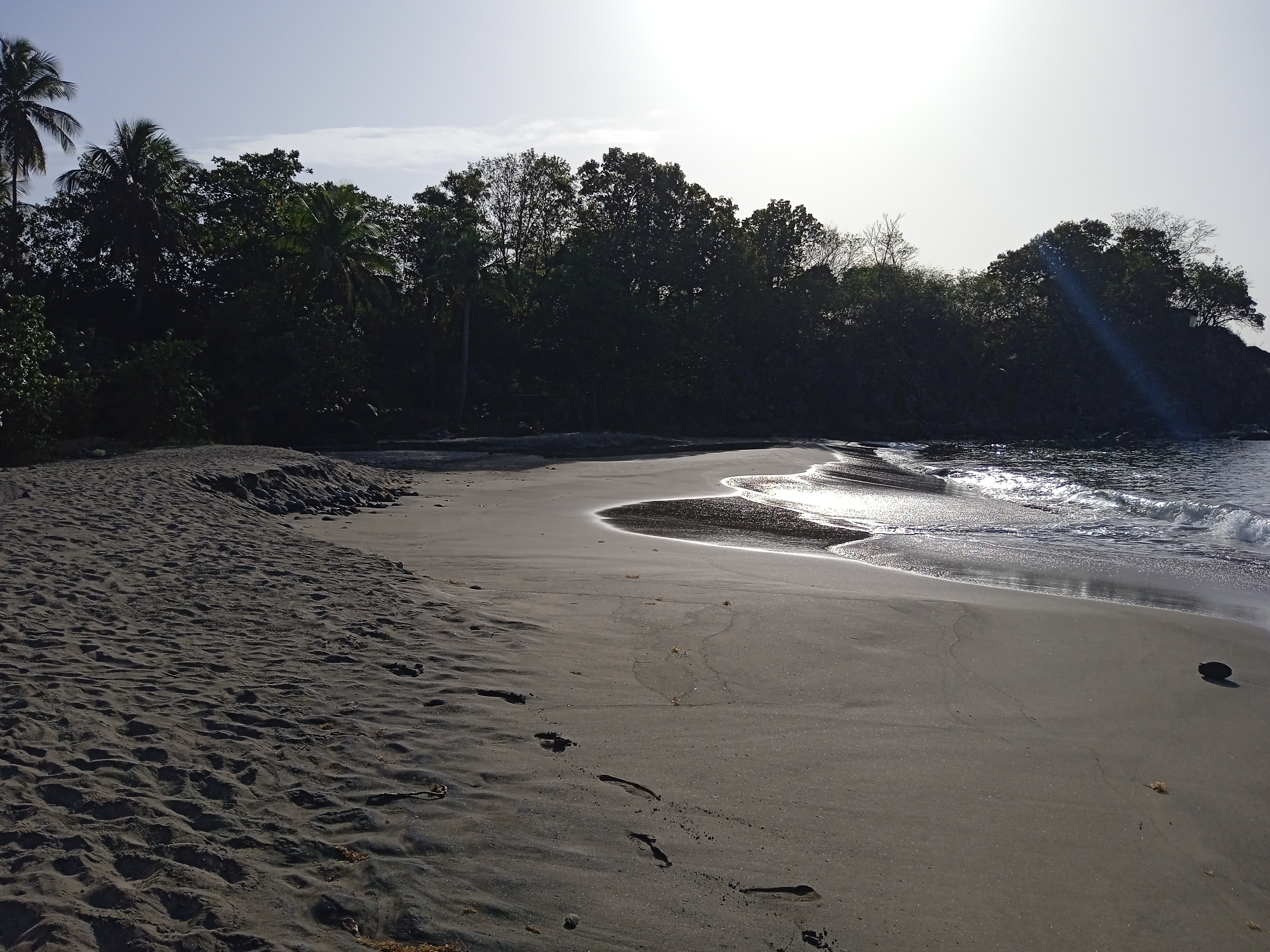
Petite plage de Ferry à l'embouchure de la Petite Rivière.
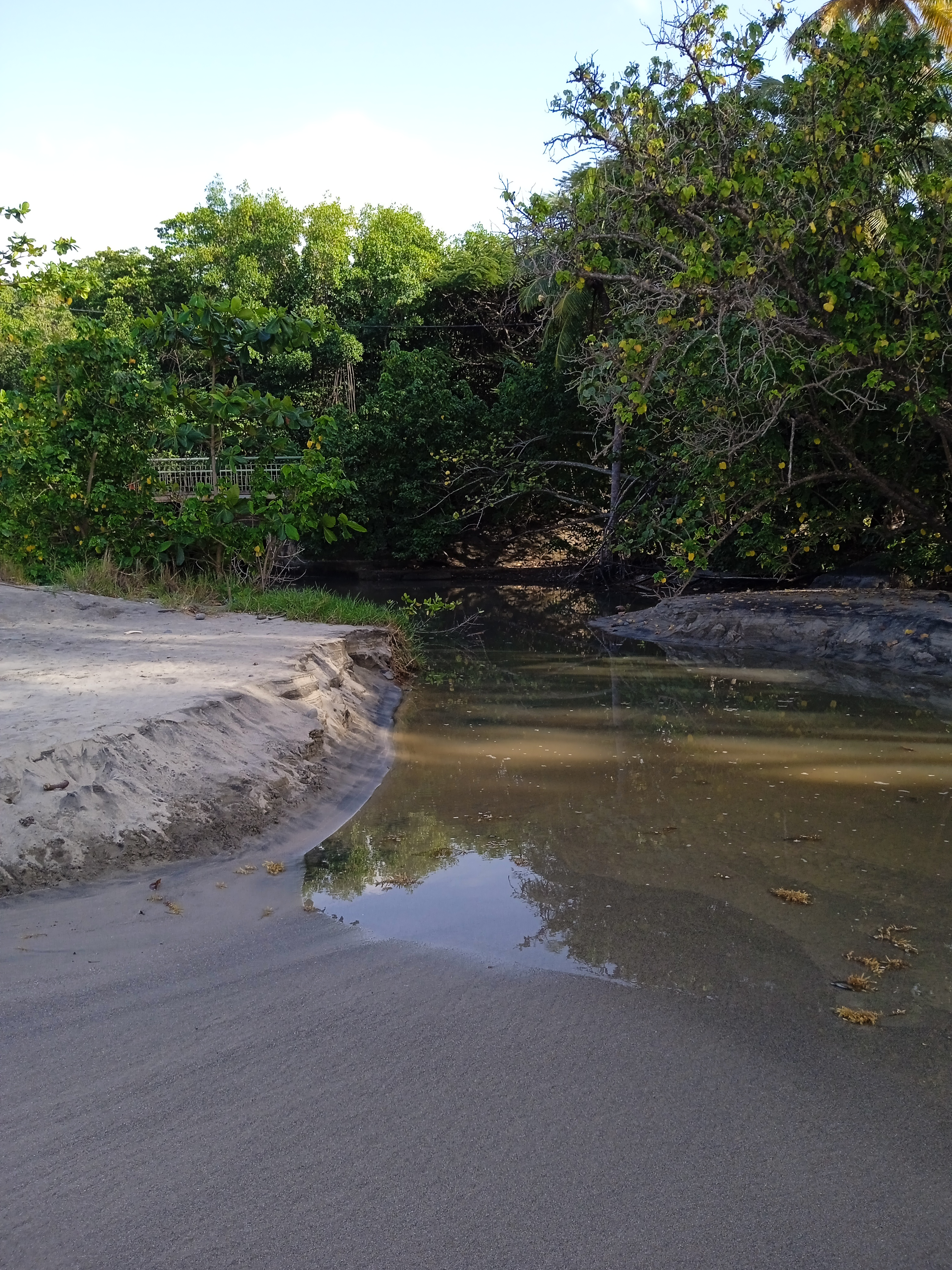
Embouchure de la Petite Rivière.
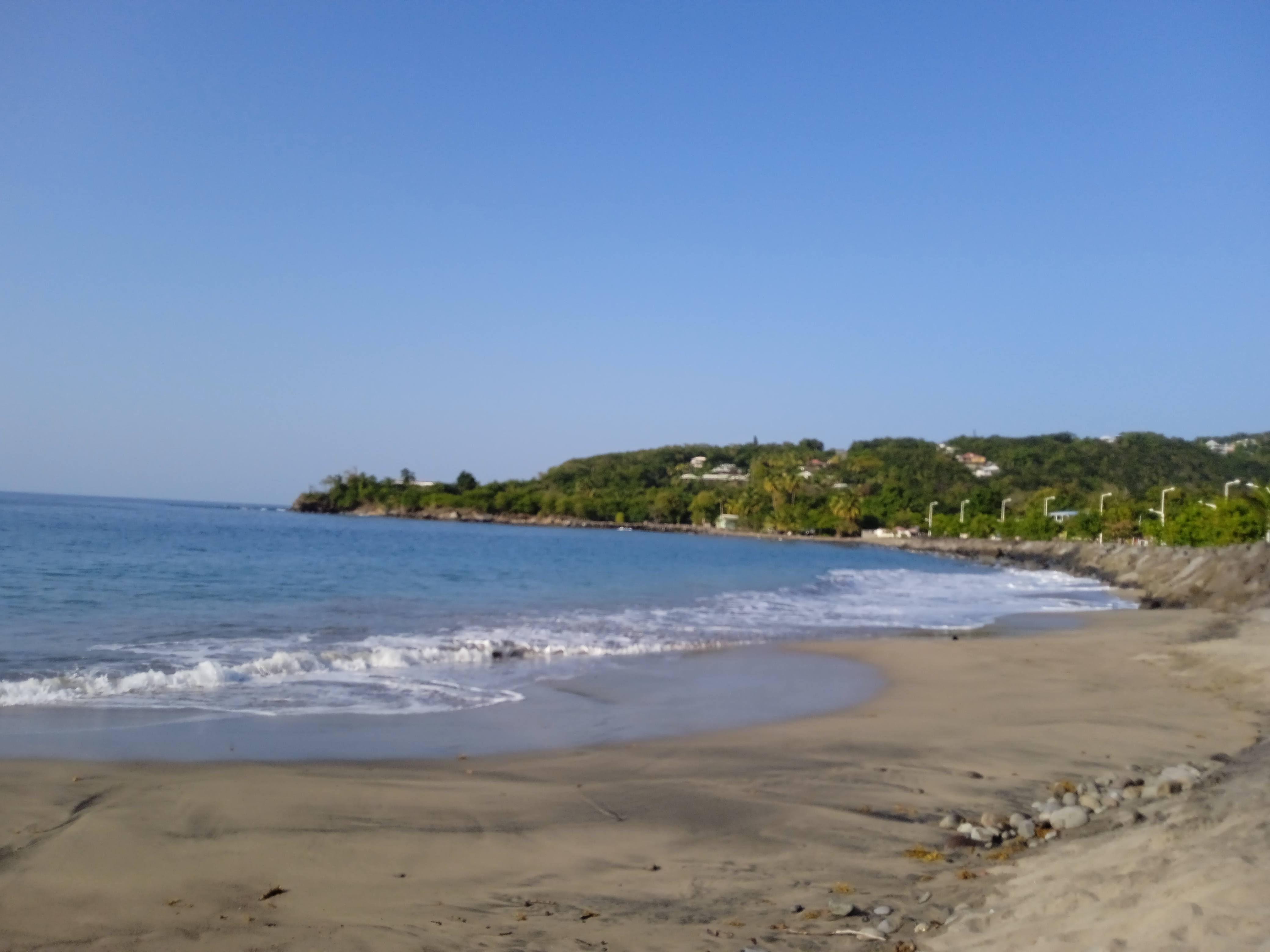
Anse Ferry et pointe Paul Thomas.

Le 14 novembre 1999 la houle cyclonique de l'ouragan Lenny dont les vagues atteignent 13 m de haut emporte l'ensemble des habitations du hameau de Ferry à l'exception d'une maison. Les constructions sont depuis interdites à l'anse Ferry sur le littoral.